# Bugatti Type 44
Pour les articles homonymes, voir Bugatti (homonymie) et 44.
La Bugatti Type 44 est une voiture de sport du constructeur automobile Bugatti, présentée au salon de l'automobile de Paris 1927, et produite à 1095 exemplaires jusqu'en 1932.

## Histoire
Ce modèle succède aux Bugatti Type 38 de 1926 (à moteur 8 cylindres en ligne ACT 2 Litres 24 soupapes) avec une nouvelle cylindrée de 3 L pour 80 ch, puis de 3,2 L pour 105 ch à partir de 1928 (ce 8 cylindres est constitué de 2 moteurs 4 cylindres couplés de Bugatti Type 40, puis de 40A),,,. 

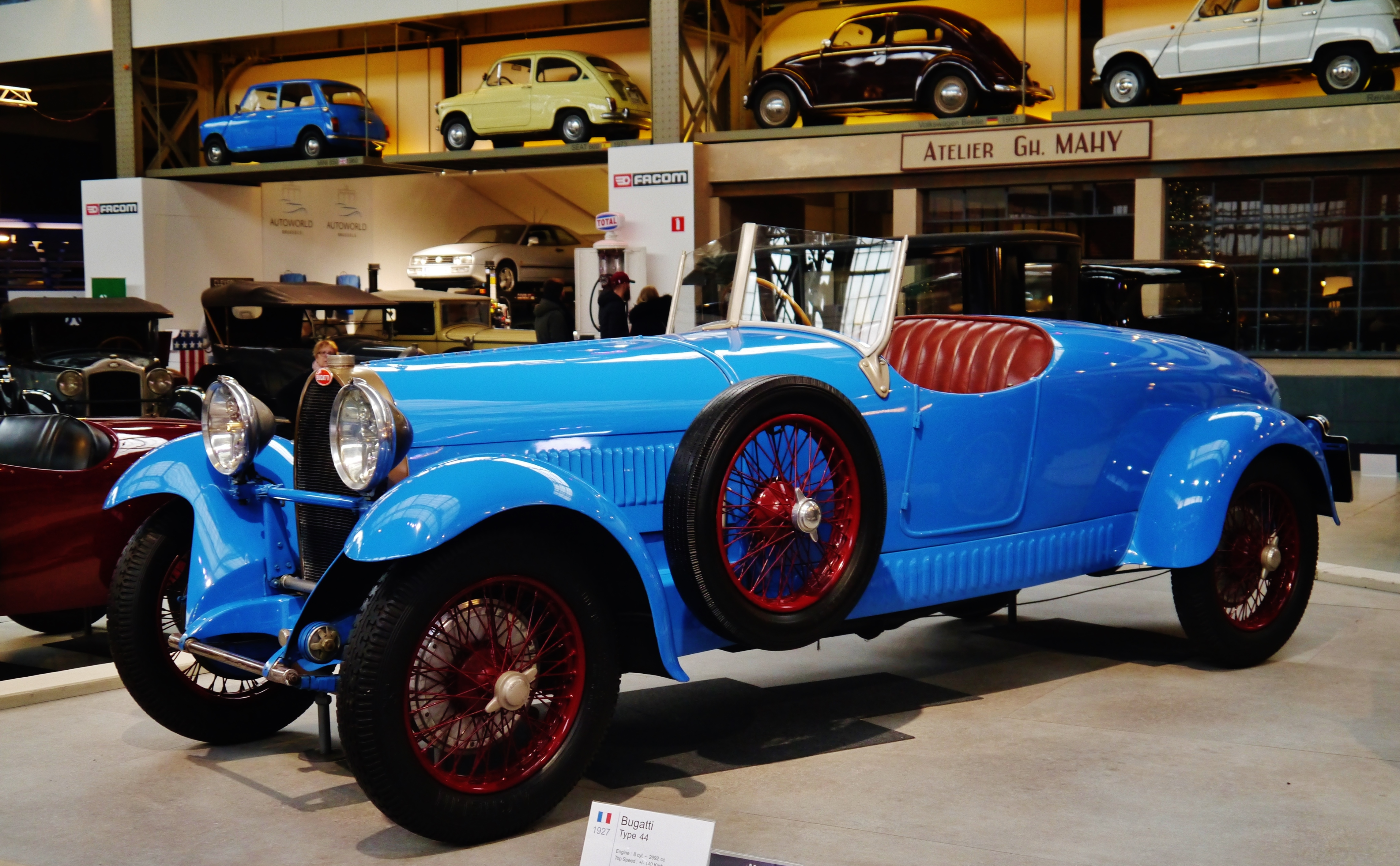
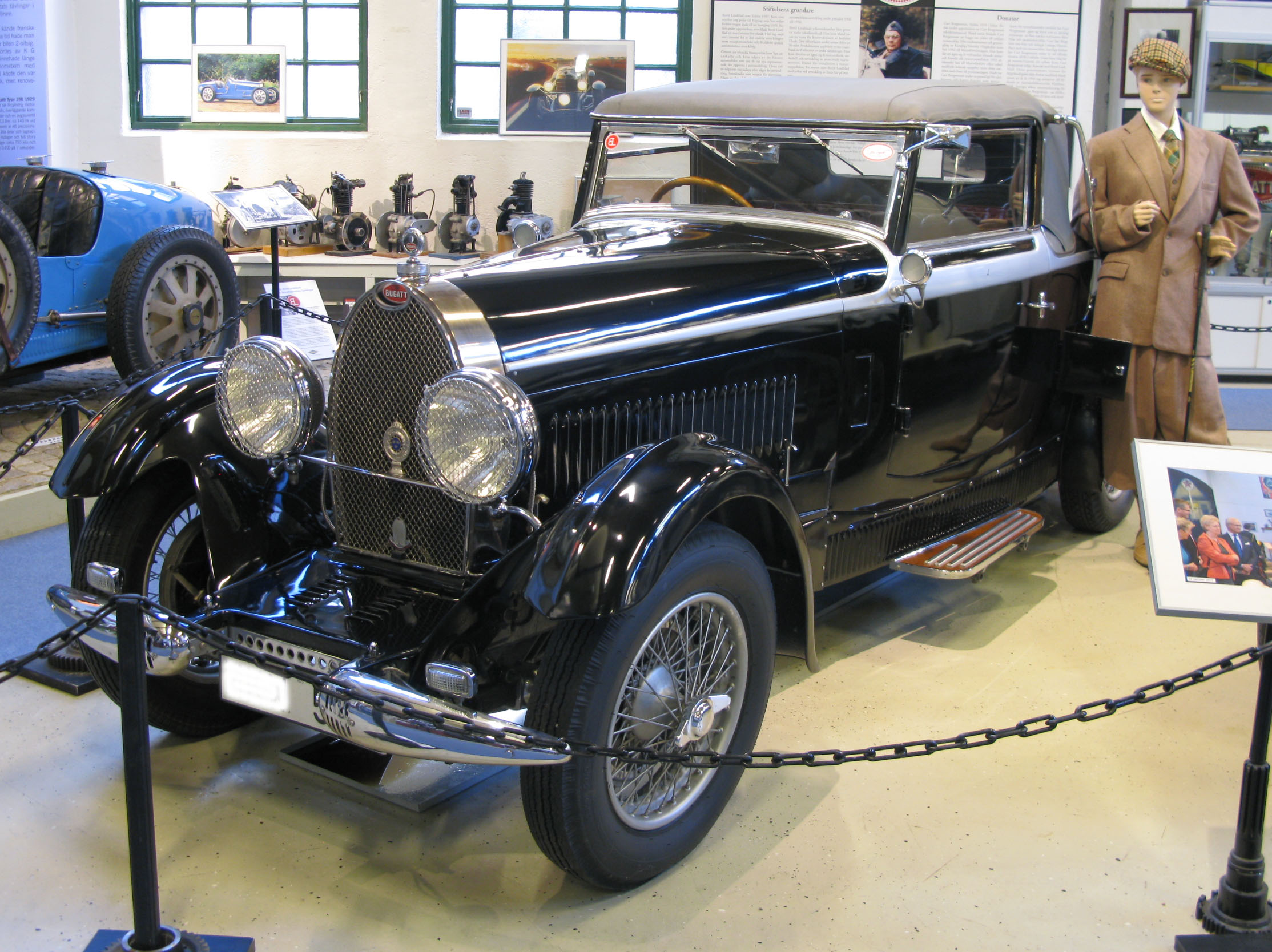
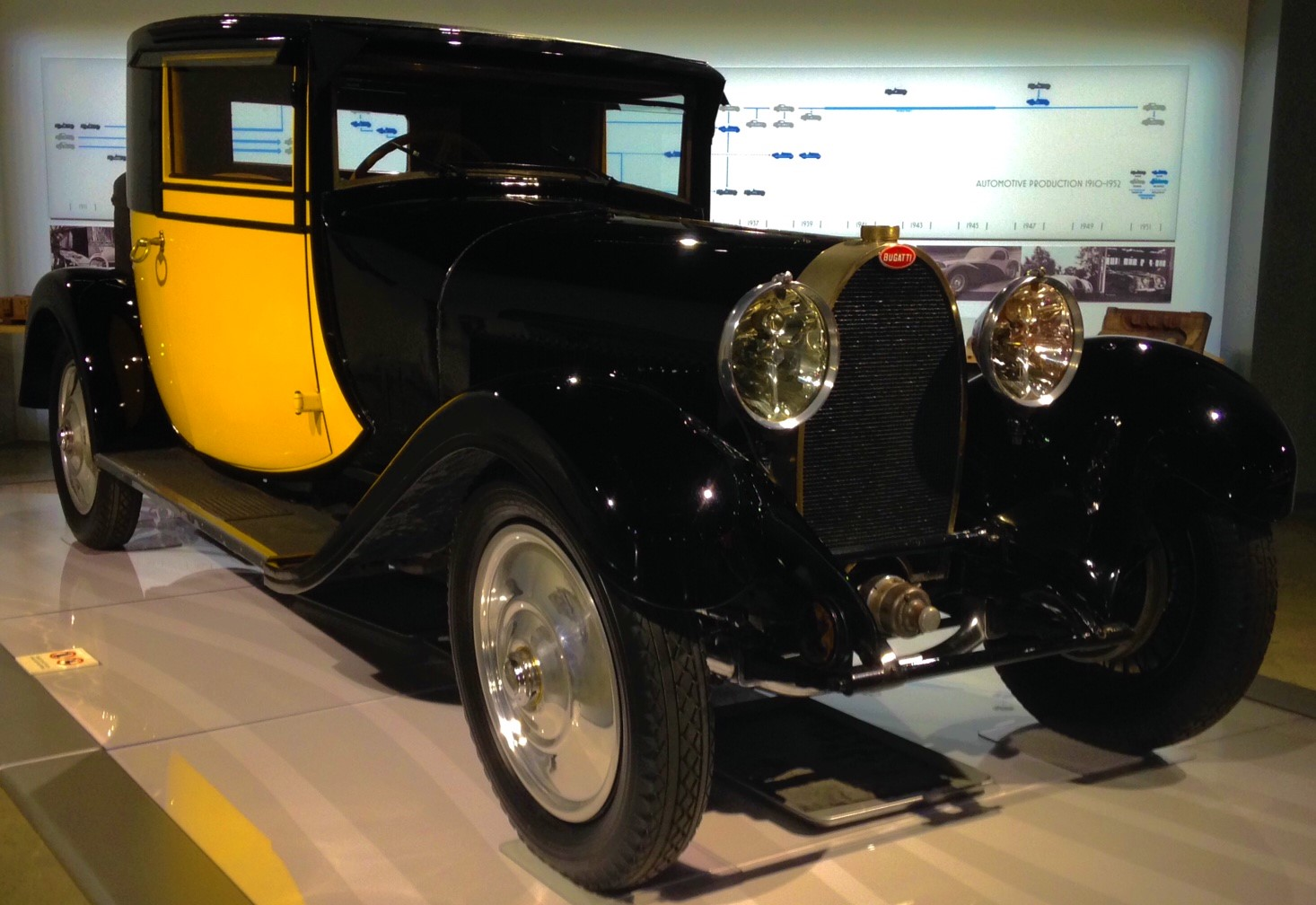

Variante des Bugatti Type 43 sport 2,2 L de 120 ch, cette Type 44 est carrossée par de multiples formes de carrosseries Bugatti (torpédo, roadster, Grand Sport, ou berline) dont les premières dessinées par Jean Bugatti, ou par des carrosseries de carrossiers indépendants, dont Vanvooren, Gangloff, Weymann, Kellner, Guilloré, ou Graber & Gerber...

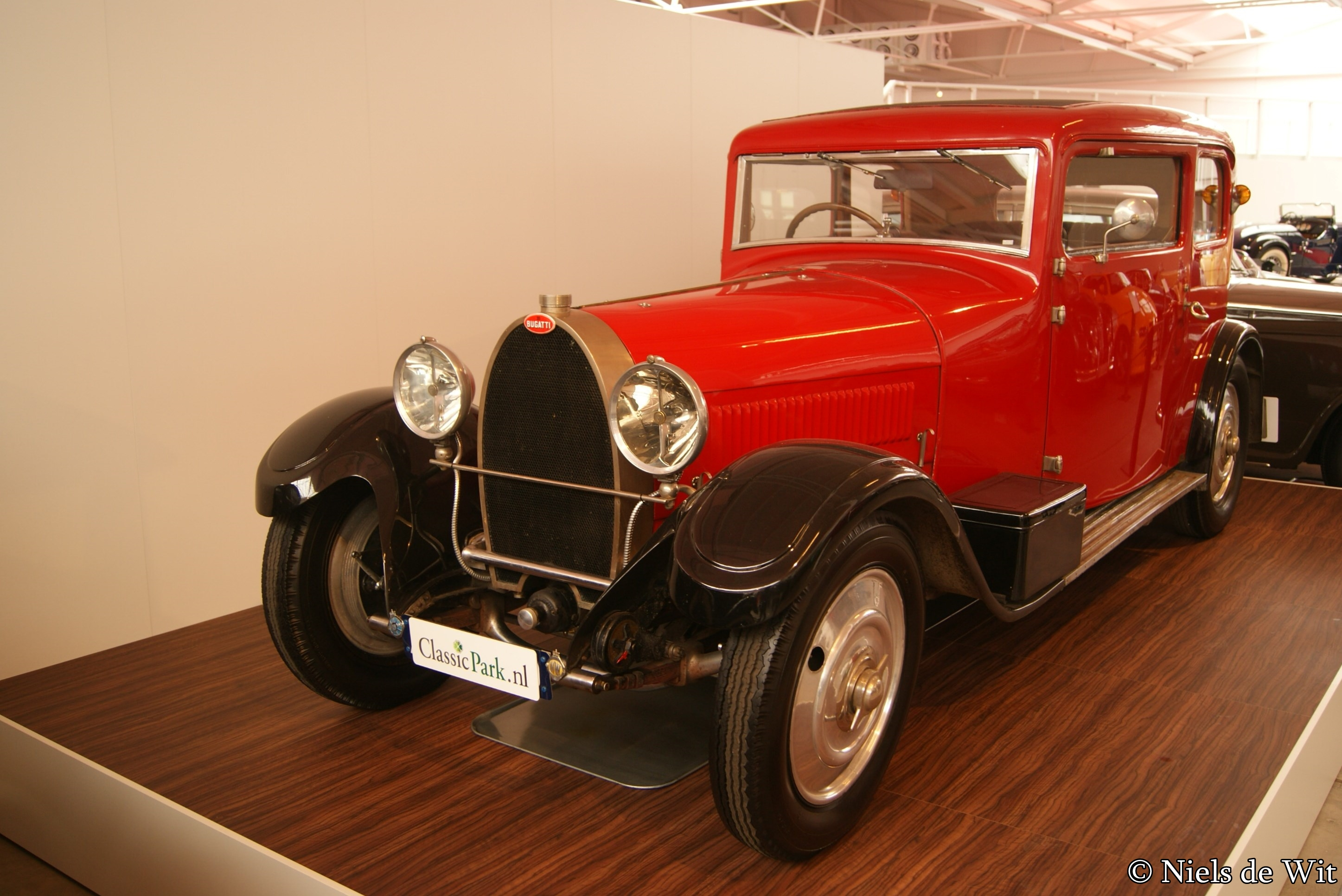
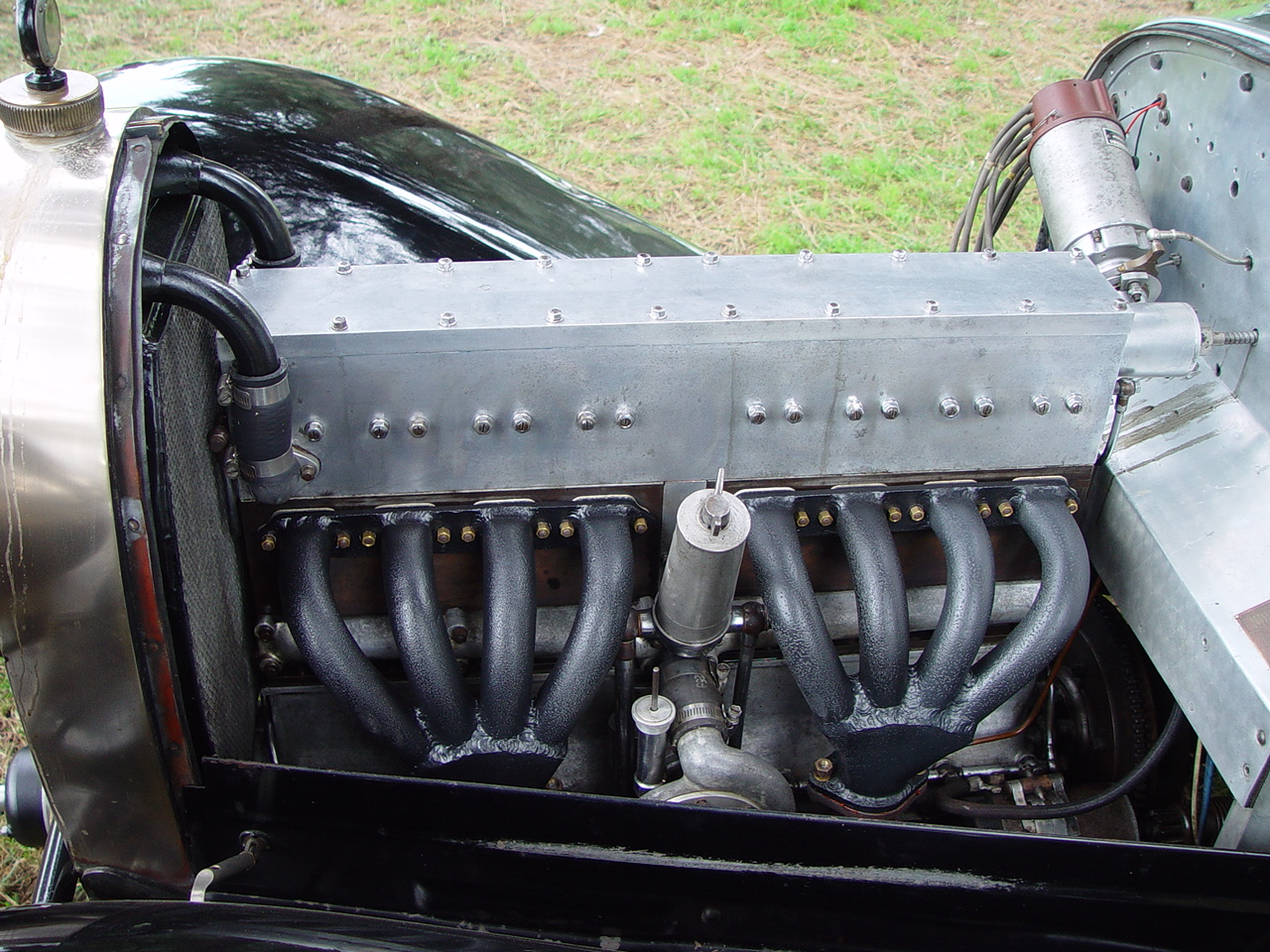
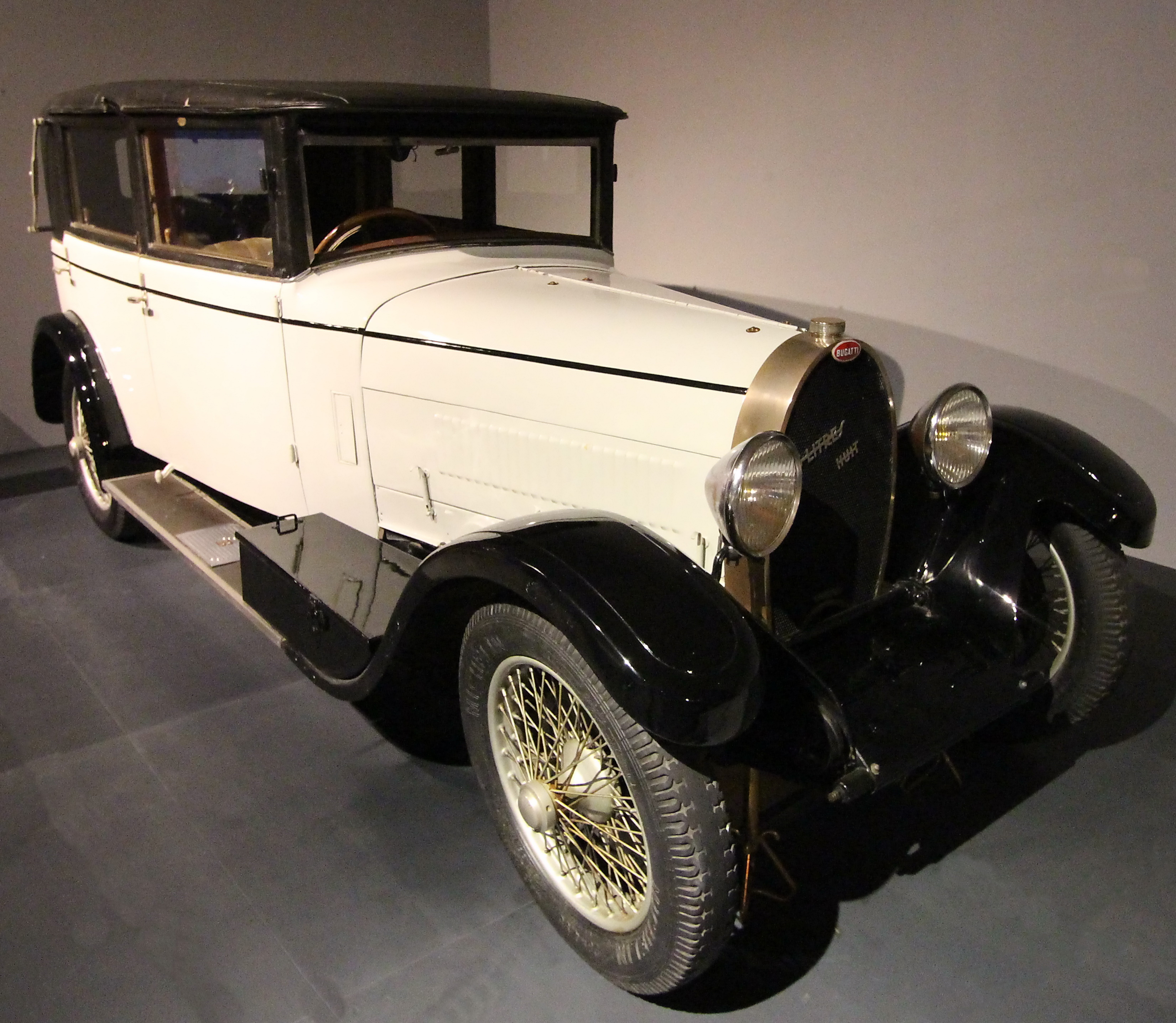

Elle est commercialisée par Bugatti avec des Bugatti Type 35 Grand Prix de 140 ch, Bugatti Type 40 4 cylindres, Bugatti Type 43 2,2 L, Bugatti Type 46 (petite royale) de 5,3 L de 160 ch, et Bugatti Type 41 (Bugatti Royale limousine sport) de 12,7 L de 300 ch.
Les Bugatti Type 49 et 55 lui succède en 1930 et 1932.